# 卡特里·安德列·索托
卡特里·安德列·索托（1987年4月29日—）是一名阿根廷單車運動員，曾代表國家參加2012年倫敦奧運的單車男子越野賽，並未獲得獎牌。他也参加了2016年里约奥运。